# Подсосенка (Тверская область)

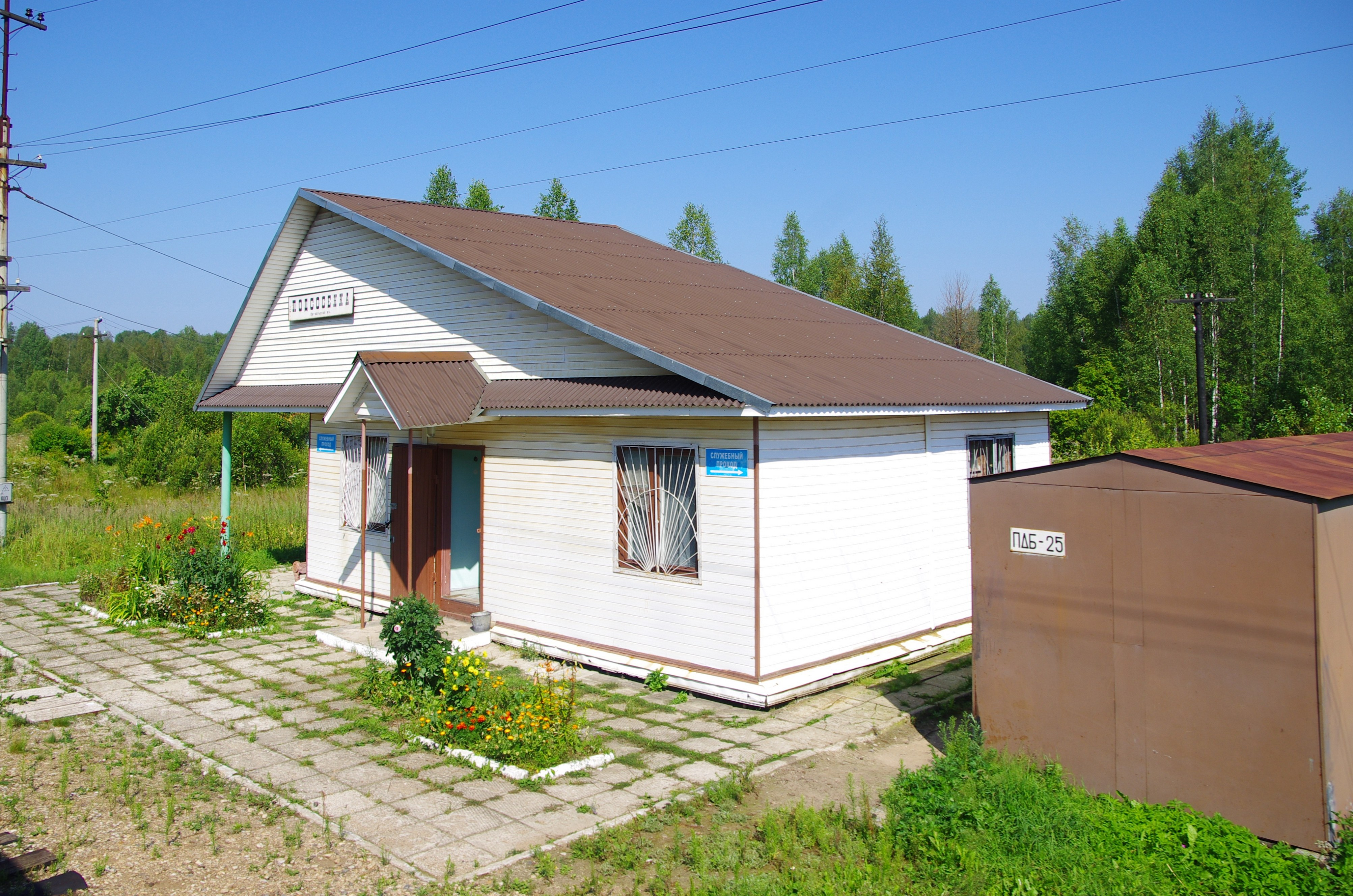
Здание железнодорожного вокзала

Подсосенка — железнодорожный разъезд (тип населённого пункта) в Нелидовском городском округе Тверской области России. До 2018 года входила в состав ныне упразднённого Земцовского сельского поселения.
В 1992 году получил печальную известность в связи с   Железнодорожной катострофой

## География
Находится в юго-западной части Тверской области, в зоне хвойно-широколиственных лесов, в пределах южной части Валдайской возвышенности, при железнодорожной линии Великие Луки — Ржев, на расстоянии примерно 10 километров (по прямой) к западу от Нелидова, административного центра округа. Абсолютная высота — 192 метра над уровнем моря.

### Климат
Климат характеризуется как умеренно континентальный, с умеренно холодной зимой и тёплым влажным летом. Среднегодовая температура воздуха — 4 °C. Абсолютный минимум температуры воздуха холодного периода составляет −47 °C; абсолютный максимум тёплого периода — 36 °C. Безморозный период длится около 138 дней. Годовое количество атмосферных осадков составляет в среднем 649 мм, из которых большая часть (около 439 мм) выпадает в тёплый период. Снежный покров держится в течение 155 дней.

### Часовой пояс
Железнодорожный разъезд Подсосенка, как и вся Тверская область, находится в часовой зоне МСК (московское время). Смещение применяемого времени относительно UTC составляет +3:00.

## Население
| 2002 | 2010 |
| ---- | ---- |
| 0    | →0   |

Несколько лет назад суда приезжали Бабушка и дедушка из Москвы. Но в один миг они перестали сюда ездить.